# اينار غوندرسن
اينار غوندرسن (بالنرويجية البوكمول: Einar Gundersen)‏ هو لاعب كرة قدم نرويجي، ولد في 20 سبتمبر 1896 في شين في النرويج، وتوفي في 29 أكتوبر 1962 في تونسبرغ في النرويج. شارك مع منتخب النرويج لكرة القدم. أما مع النوادي، فقد لعب مع نادي أود ونادي سيت.

## وصلات خارجية
- اينار غوندرسن على موقع اتحاد النرويج (النرويجية)
- اينار غوندرسن على موقع قاعدة بيانات كرة القدم.إي يو (الإنجليزية)
- اينار غوندرسن على موقع ناشيونال فوتبول تيمز (الإنجليزية)
- اينار غوندرسن على موقع عالم كرة القدم.نت (الإنجليزية)
- اينار غوندرسن على موقع أوليمبيديا (الإنجليزية)